# Walter Dietrich
Walter Dietrich, né le 24 décembre 1902 en Suisse[réf. nécessaire] et mort le 27 novembre 1979, est un joueur de football international suisse qui évoluait au poste d'attaquant, avant de devenir ensuite entraîneur.

## Biographie

### Carrière de joueur

#### Carrière en club
Il remporte un championnat de Suisse avec le Servette de Genève puis termine vice-champion d'Allemagne avec l'Eintracht Francfort.

#### Carrière en sélection
Avec l'équipe de Suisse, il joue 13 matchs (pour 6 buts inscrits) entre 1924 et 1928. 
Il joue son premier match en équipe nationale le 23 mars 1924 contre l'équipe de France et son dernier le 28 mai 1928 contre l'Allemagne.
Il figure dans le groupe des sélectionnés lors des Jeux olympiques de 1924 puis de 1928. Lors du tournoi olympique de 1924 organisé à Paris, il dispute quatre matchs et remporte la médaille d'argent. En revanche il ne dispute qu'un seul match lors du tournoi olympique de 1928 organisé à Amsterdam.

## Palmarès
| Servette - Championnat de Suisse (1) : - Champion : 1924-25. |  | Eintracht Francfort - Championnat d'Allemagne : - Vice-champion : 1931-32. |
| Suisse - Jeux olympiques d'été : - Argent : 1924.            |  |                                                                            |